# Chema Rodríguez (Fußballspieler)
José Manuel Rodríguez Benito (* 3. März 1992 in Caudete) ist ein spanischer Fußballspieler, der beim AD Alcorcón spielt.

## Karriere
Nach seinen Jugendjahren bei unterschiedlichen spanischen Vereinen, begann Chema seine Profi-Karriere bei der zweiten Mannschaft des FC Elche. Anschließend durchlief er die zweite und dritte Mannschaft Atlético Madrids. 2013 wechselte er zu AD Alcorcón und spielte dort in der ersten, sowie in der zweiten Mannschaft. Im August 2016 schloss er sich UD Levante an. Dort debütierte er am 21. August 2016 im Spiel gegen CD Numancia. 2019 folgte der Wechsel nach England zu Nottingham Forest. Dort verbrachte Chema allerdings nur ein halbes Jahr, bevor er zurück nach Spanien zum FC Getafe wechselte. Im Januar 2022 wurde er bis Saisonende an SD Eibar ausgeliehen.